# Мезецкий, Андрей Семёнович
Князь Андрей Семёнович Мезецкий — воевода на службе у московского князя Василия III.
Представитель рода Мезецких (верховские князья). Старший сын боярина Семёна Романовича, перешедшего на службу московскому князю Ивану III от литовского князя. Имел братьев Ивана, Петра, Фёдора и Василия. Потомства не имел.
В 1508 и 1513 годах был одним из воевод полка правой руки. Убит в Мещере татарами.